# Gebhard (graaf van Lahngouw)
Gebhard (ca. 800 - Gemünden, 879) was een vooraanstaand edelman onder de Oost-Franken en een zwager van Ernst I van de Nordgau. Hij wordt gezien als de stamvader van de Konradijnen. Gebhard was graaf van de Lahngouw en de Wetterau. Samen met zijn buurman Poppo I van Grabfeld en de bisschoppen Adalbert van Metz en Otgar van Mainz steunde hij in 838 Lodewijk de Vrome tegen Lodewijk de Duitser. In 845 stichtte hij het klooster St Severus in Aarbergen, gaf grote schenkingen aan het klooster en verplaatst het later naar Gemünden. Kort voor zijn dood wordt Gebhard monnik in dit klooster. Sint Severus van Ravenna heeft een belangrijke rol gespeeld bij de bekering van de bevolking van het Westerwald.
Gebhard was zoon was van Odo van Orléans en Engeltrude, dochter van Leuthard I van Parijs en Grimhilde.
Hij was de vader van
- Udo, graaf in de Lahngouw
- Waldo, abt van de Sint-Maximinusabdij in Trier
- Bertulf, bisschop van Trier
- Berengarius I, graaf in de Hessengouw die erin slaagde belangrijke posities in West-Francië in te nemen.